# Ровенецкая волость
Ровенецкая волость — историческая административно-территориальная единица Миусского, затем Таганрогского округа Области Войска Донского с центром в слободе Ровеньки.
По состоянию на 1873 год состояла из слободы и 3 посёлков. Население — 4530 человек (2325 мужского пола и 2205 — женского), 653 дворовых хозяйства и 21 отдельных дворов.
Поселения волости:
- Ровеньки — слобода у реки Ровеньки, в 180 верстах от окружной станицы и за 25 верст от Есауловской почтовой станции, 3584 человека, 513 дворовых хозяйств и 15 отдельных домов, в хозяйствах насчитывалось 184 плугов, 354 лошади, 254 пары волов, 619 голов прочего рогатого скота, 1470 простых и 6890 тонкорунных овец;
- Грибовский — посёлок при реке Ровеньки, в 170 верстах от окружной станицы и за 30 верст от Есауловской почтовой станции, 534 человека, 78 дворовых хозяйств и 4 отдельных здания, в хозяйствах насчитывалось 37 плугов, 69 лошади, 149 пар волов, 255 голов прочего рогатого скота, 617 овец;
- Козабелловский — посёлок при реке Вишневецкая, в 174 верстах от окружной станицы и за 20 верст от Есауловской почтовой станции, 144 человека, 21 дворовое хозяйство, в хозяйствах насчитывалось 17 плугов, 56 лошади, 70 пар волов, 183 головы прочего рогатого скота, 490 овец;
- Каршин-Вишневецкий — посёлок при реке Вишневецкая, в 175 верстах от окружной станицы и за 18 верст от Есауловской почтовой станции, 268 человек, 41 дворовое хозяйство и 2 отдельных дома, в хозяйствах насчитывалось 20 плугов, 59 лошади, 81 пара волов, 135 голов прочего рогатого скота, 282 овцы.